# Carl Böckli
Carl Böckli (* 23. September 1889 in St. Gallen; † 4. Dezember 1970 in Heiden; heimatberechtigt in Waltalingen) war ein Schweizer Grafiker, Zeichenlehrer, Karikaturist, Schriftsteller und Redaktor, bekannt insbesondere für seine Arbeiten für den Nebelspalter.

## Leben und Werk
Nach dem Besuch der Primar- und Sekundarschule studierte Böckli an der Kunstabteilung des Technikums Winterthur bei Louis Calame, Leon Petua und Wilhelm Ziegler. Als Gebrauchsgrafiker arbeitete Böckli 13 Jahre in Mailand, Lissabon und Karlsruhe. In die Schweiz zurückgekehrt, machte er mit dem Politiker und Verleger Ernst Löpfe Bekanntschaft. Dieser hatte 1922 die Verlagsrechte für den Nebelspalter erworben und stellte Böckli als Mitarbeiter für dieses «Illustriertes humoristisch-politisches Wochenblatt» ein. Böckli redigierte es, als Nachfolger von Paul Altheer, von 1927 bis 1966 und machte es zu einer beachteten kritischen Satirezeitschrift. In dieser Zeit produzierte er als Bö unzählige Zeichnungen, Artikel und Gedichte. Böcklis Zeichnungen und Verse sind in etwa zehn Bänden im Nebelspalter-Verlag herausgegeben worden.
Böckli nahm dezidiert Stellung gegen Nationalsozialismus, Faschismus und Kommunismus, was im Titel des Buchs Gegen rote und braune Fäuste klar zum Ausdruck kommt. Sein Markenzeichen war ein kleiner, dicklicher, etwas unbedarft wirkender Schweizer mit Sennenkappe, der mit Witz und Mutterwitz den Lauf der Zeiten kommentierte.
Als Böckli 1962 als Bildredaktor des Nebelspalters in den Ruhestand getreten war, konnte er wegen arthritischer Beschwerden der rechten Hand nicht mehr schreiben und zeichnen. So erfand er zwei neue Figuren, die idyllische Elsa von Grindelstein und den modernistischen Dadasius Lapidar. Im Zweifingersystem tippte er fortan die komische Lyrik und Nonsens-Gedichte dieser beiden «Autoren» in die Schreibmaschine.
Carl Böckli lebte ab 1936 in Heiden und starb im gleichen Jahr wie Ernst Löpfe an den Folgen eines Verkehrsunfalls.
1966 verlieh die Universität Zürich «dem mutigen Bekenner und Patrioten in dunkler Zeit» die Ehrendoktorwürde und seine Heimatgemeinde Waltalingen ernannte ihn zu ihrem Ehrenbürger. Anlässlich des 40. Todestages von Carl Böckli wurde 2010 die «Bö-Stiftung» gegründet.